# Anacronism
Anacronismul (din greacă: ανά - ana: sus, contra, împotriva, re- și χρόνος - chronos: timp) este o eroare constând în fixarea datei unei întâmplări în alt timp decât cel adevărat, un lucru sau o situație care nu corespunde spiritului unei anume epoci istorice, sau introducere în prezentarea unei epoci, a unor trăsături din altă epocă. Anacronism înseamnă și un fapt, obicei sau opinie perimată.

## În science-fiction
Una din principalele preocupări ale călătorilor în timp este evitarea apariției anacronismului. Uneori apariția anacronismului nu se poate evita, alteori este accidentală, dar ambele cazuri duc la modificarea întregii scheme temporale, deci și la modificarea prezentului celui care a produs fenomenul.

### Exemple
- Detunătura – Ray Bradbury
- Le voyageur – Rene Barjavel
- Bring the Jubilee – Ward Moore